# Waterwolf (animalisering)

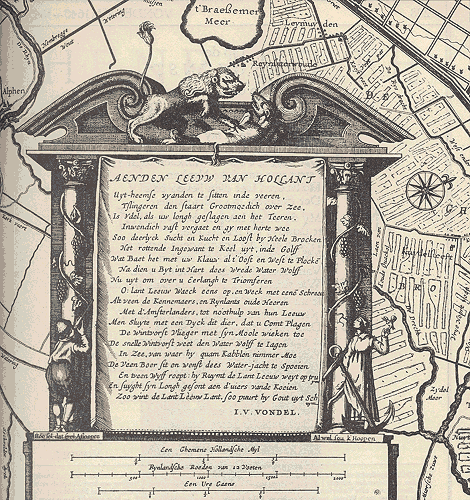
Deel van een kaart uit 1641 van de Haarlemmermeer. Bovenaan de Nederlandse leeuw die vecht met de waterwolf. Een boer aan de voet van de linker kolom kijkt naar het gevecht door een verrekijker en zegt: ‘Hoe sel dat spel afloopen’; de hoop, die aan de andere kant staat zegt: ‘Al wel sou k'hoopen’. De Haarlemmermeer werd tussen 1849 en 1852 ingepolderd, waarna het gevaar van de waterwolf was geweken.

Waterwolf is een animalisering van de zee en grote meren als de 'vreter van land', met name als bijnaam voor de Haarlemmermeer.
De beeldspraak werd in deze betekenis in 1641 geïntroduceerd door de waterbouwkundige Jan Adriaansz. Leeghwater in zijn Haarlemmer-Meer-Boeck uit 1641. Leeghwater pleitte hierin voor het droogmalen van dit meer, waarvan de golfslag steeds meer oeverland wegvrat, "so dat dezen water wolf alles verslint ende vernielt wat daar ontrent is". Door de uitbreiding van het Haarlemmermeer verdwenen in 1591 en 1611 bijvoorbeeld de dorpen Vijfhuizen, Nieuwerkerk en Rietwijk.
De uitdrukking werd doorgaans gebruikt voor zeerovers of  "personen die te water anderen bestrijden of berooven" (1657). Met name de vissoort snoek (Esox lucius, als toespeling op het Grieks λυκός 'wolf') werd als waterwolf aangeduid. De uitdrukking stamt uit het Latijn (lupus aquaticus, Frans: loup des eaux) en is al aan het einde van de 13e eeuw bij Jacob van Maerlant te vinden. Hij is ook in de Duitse taal (onder andere bij Maarten Luther) wijd verbreid. Daarnaast kent verschillende Europese talen de vissoort zeewolf (Anarhichas lupus). 

De beeldspraak Water Wolff voor Haarlemmermeer werd vooral bekend door het gedicht Aen den leeuw van Hollant van Joost van den Vondel. Hij schreef dit gedicht  in 1641 voor een kaart die als prospectus voor Leeghwaters plannen tot "het uitmalen van 't Haerlemmer meir" moest dienen. De Hollandse lantleeuw staat hierin symbool voor de strijdvaardigheid die nodig was om de waterwolf het onderspit te laten delven. Letterkundige Jan te Winkel benadrukt dat Vondel het met Leeghwater eens was dat "die ‘wrede Waterwolf’, die ook Amsterdam bedreigde, met vereende krachten bestreden … moest worden". In andere literaire werken keert de beeldspraak daarna terug, zoals bij Joannis Antonides van der Goes in diens gedicht De Ystroom:
Dien strengen waterwolf, die met verwoede tanden

Zijn eigen moeder schend en scheurt haer ingewanden.
Als beeldspraak voor het knagen van de zee werd de term pas rond 1900 gebruikelijker, dikwijls in combinatie met een nationalistische retoriek. Na de Watersnood van 1953 ging men ook andere zeearmen als waterwolf betitelen, zoals:
- de Zuidplaspolder.
- de Braakman, ontstaan door stormvloeden in de 14e en 15e eeuw, waaronder de Sint-Elisabethsvloed
- de rivier de Lauwers in het gelijknamige lied van de Friese zanger Piter Wilkens.

## Boeken
- Maarten W. Schakel schreef de roman De waterwolf slaat toe (1977). Deze gaat over watervloeden in de Alblasserwaard, op 10 en 11 februari 1741.
- André Nuyens schreef het kinderboek De Waterwolf (2006) , dat gaat over de Allerheiligenvloed op 17 november 1675 als de Zuiderzeedijk doorbreekt bij Hoorn.
- Cordula Rooijendijk schreef Waterwolven, een geschiedenis van stormvloeden, dijkenbouwers en droogmakers (2009). Dit gaat over de geschiedenisstormvloeden, dijkenbouwers en droogmakers, over mensen die al eeuwenlang proberen te voorkomen dat Nederland door het water wordt opgeslokt.
- Diederik Aten en Frouke Wieringa schreven De Waterwolf in Waterland; De overstroming van 1916 in Waterland en de Zaanstreek (2015), een geschiedenis in woord en beeld van de watersnoodramp in Noord-Holland in 1916.

## Wetenswaardigheden
- In de attractie 'De Waterwolf' uit 2018 in Madurodam wordt uitgebeeld hoe de drooglegging van de Haarlemmermeer in de jaren 1848-1852 in zijn werk ging.[6]
- In Belgisch Limburg maakten volwassenen – volgens de volkskundige Jos. Schrijnen – vroeger kinderen bang met de waterwolf, om te voorkomen dat ze aan de waterkant zouden gaan spelen en daar het risico liepen te verdrinken. De waterwolf symboliseerde volgens hem de boze geesten, die men naar diepe vijvers zou hebben verbannen.[7]
- Diverse zwemverenigingen, kanoclubs, waterpoloteams, reddingsbrigades, schepen, etc. zijn genoemd naar de waterwolf.
- De buurtschap Hongerige Wolf in de gemeente Oldambt nabij de Dollard (die is ontstaan door meerdere overstromingen) heeft zijn naam waarschijnlijk niet aan de Waterwolf, maar aan een herberg te danken. De naam kwam ook elders in Nederland vooral bij herbergen voor.
- Een boezemgemaal van Noorderzijlvest heet de De Waterwolf, als verwijzing naar de grote hoeveelheid water die het verslindt (het tegenovergestelde van de vreter van land).
- Openbare Kunst in Nijmegen: De Waterwolf en de Aquanaut - twee vrienden aan de Waal[8]